# Гвіана

Карта Гвіани

4°19′12″ пн. ш. 56°04′36″ зх. д. / 4.320096° пн. ш. 56.076716° зх. д.
Гвіана (Guaiana) — регіон на північному сході Південної Америки, що включає такі країни і території:
- Гаяна (раніше — Британська Гвіана).
- Суринам (раніше — Голландська Гвіана).
- Французька Гвіана, заморський департамент Франції.
- Бразильська Гвіана (раніше — Португальська Гвіана) — регіон на півночі Бразилії, між річками Ояпок та Амазонка, нині є бразильським штатом Амапа.
- Венесуельська Гаяна (раніше — Іспанська Гвіана) політико-адміністративний регіон Венесуели, розташований на південному сході країни.